# Шабська волость
Шабська волость — історична адміністративно-територіальна одиниця Аккерманського повіту Бессарабської губернії.
Станом на 1886 рік складалася з єдиного поселення, єдиної сільської громади. Населення — 494 особи (270 чоловічої статі та 224 — жіночої), 83 дворових господарства.
|                     | Площа, десятин | У тому числі орної, дес. |
| ------------------- | -------------- | ------------------------ |
| Сільських громад    | 3804           | 2457                     |
| Приватної власності | 4785           | 2000                     |
| Казенної власності  | —              | —                        |
| Іншої власності     | —              | —                        |
| Загалом             | 8589           | 4457                     |

Єдине поселення волості:
- Шаба — колонія швейцарців при Дністровському лимані за 7 верст від повітового міста, 494 особи, 83 двори, лютеранська церква, школа, лавка. За 7 верст — молитовний будинок.